# Stewart's Melville Rugby Football Club
Maillots
Dernière mise à jour : 26 février 2013.
 Stewart's Melville FP RFC  est un club écossais de rugby à XV situé à Édimbourg, qui évolue dans la Scottish Premiership Division 2.

## Histoire
Stewart's Melville FP RFC est fondé en 1875 sous le nom de Stewart’s College FP Football Club, par les anciens élèves du lycée Daniel Stewart’s Hospital d'Édimbourg. Le club devient membre de la fédération écossaise en 1887. Il joue alors avec un maillot bleu ciel orné d'une bande diagonale rouge et un short blanc. Les couleurs rouge, noir et jaune sont adoptées en 1893 lorsque le lycée et l’équipe déménagèrent pour le faubourg d’Inverleith. C‘est de cette époque que date la rivalité avec le Heriot's RC, autre club d’anciens élèves édimbourgeois.
En 1973, le club prend son nom actuel à la suite de la fusion entre le Daniel Stewart’s Hospital et le Melville College en août 1972 créant le Stewart's Melville College. Stewart's FP remporte trois fois le championnat d'Écosse non officiel, connaissant de bonnes périodes dans les années 1930 et 1950, avant de décliner. À l’époque contemporaine, SMFP oscille entre la première et la deuxième division. Stewart’s possède le stade d’Inverleith où l’équipe d’Écosse disputa ses matchs internationaux entre 1899 et 1925.

## Palmarès
- Champion d'Écosse en 1938 (non officiel), 1947 (non officiel), 1958 (non officiel) et 1995
- Vainqueur du Championnat de 2e division en 2007

## Joueurs célèbres
Le club a fourni plus d’une vingtaine de joueurs à l’équipe d'Écosse. Le premier d’entre eux, Finlay Kennedy, est sélectionné contre la France en 1920. Autres internationaux : 
- Finlay Calder
- Craig Joiner
- Graham Shiel
- Douglas Wyllie